# Tectaria subsageniacea
Tectaria subsageniacea är en ormbunkeart som först beskrevs av Christ, och fick sitt nu gällande namn av Maarten J.M. Christenhusz. Tectaria subsageniacea ingår i släktet Tectaria och familjen Tectariaceae. Inga underarter finns listade.